# Dont’a Hightower
Qualin Dont’a Hightower (* 12. März 1990 in Lewisburg, Tennessee) ist ein ehemaliger US-amerikanischer American-Football-Spieler auf der Position des Linebackers. Von 2012 bis 2021 spielte für die New England Patriots in der National Football League (NFL), von denen Hightower in der ersten Runde des NFL Drafts 2012 ausgewählt wurde.

## Jugend
Qualin Dont’a Hightower wurde in Lewisburg, Tennessee geboren. Er besuchte die Marshall County High School in Lewisburg, wo er für die Marshall County Tigers spielte. Erstes Aufsehen erregte er, nachdem er als Runningback in den letzten vier Saisonspielen über 1000 Yards im Laufspiel und sieben Touchdowns erzielte. Später wurde er als Linebacker und Tight End eingesetzt.
Hightower wurde ausgewählt, um beim U.S. Army East West All-Star Game in San Antonio zu spielen. Er bekam ein Vier-Sterne-Rating von Rivals.com und Scout.com.

## Karriere

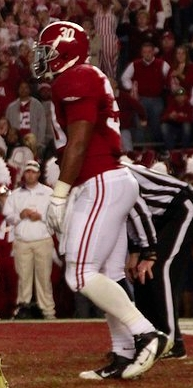
Hightower 2011

### College
College Football spielte Hightower von 2008 bis 2011 für die University of Alabama. Ihm lagen weitere Angebote von der Auburn University, dem Georgia Institute of Technology (Georgia Tech), der University of Tennessee und der Vanderbilt University vor.

### NFL
Am 29. Juli 2012 ging Hightower einen Vertrag mit den New England Patriots über vier Jahre ein. Nach zwei eher unauffälligen Debütjahren an der Seite des erfahrenen Jerod Mayo brach er in der Saison 2014 durch, indem er nach Mayos Verletzung seine Rolle als Abwehrchef übernahm, 89 Tackles sowie sechs Quarterback Sacks erzielte und dazu beitrug, dass die Patriots den Super Bowl XLIX gegen die Seattle Seahawks erreichten. Dort trug er beim Stand von 28:24 mit einem wichtigen Tackle in den Schlusssekunden dazu bei, dass Seattle-Runningback Marshawn Lynch einen Yard vor New Englands Endzone gestoppt wurde, und ermöglichte somit die spielentscheidende Interception von Teamkollege Malcolm Butler. Nach konstant starken Leistungen wurde Hightower 2016 zum ersten Mal in den Pro Bowl gewählt und trug zum Einzug der Patriots in den Super Bowl LI gegen die Atlanta Falcons bei. Hier gelang ihm ein weiterer wichtiger Tackle, als er beim Stand von 12:28 einen Quarterback Sack gegen Atlanta-Quarterback Matt Ryan landete, der den Football an die Patriots fumbelte. Diese Aktion bildete den Startschuss für die historische Aufholjagd von New England, das nach Verlängerung 34:28 gewann und den ersten Overtime-Sieg der Super-Bowl-Historie landete. Die Saison 2020 setzte er freiwillig wegen der Corona-Pandemie aus.
Nachdem er in der Saison 2022 nicht gespielt hatte, gab Hightower am 21. März 2023 sein Karriereende bekannt.